# Hypopycna rufula

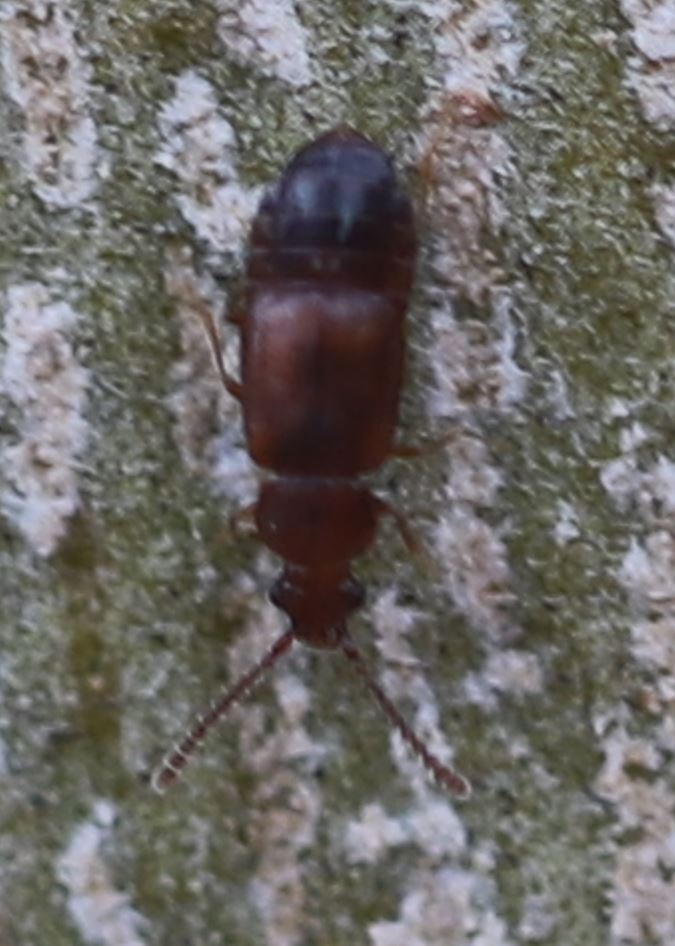
cf. Hypopycna rufula am Stamm einer Platane Anfang Dezember

Hypopycna rufula ist eine Käferart der Kurzflügler aus der Unterfamilie Omaliinae. Die Art wurde von Wilhelm Ferdinand Erichson im Jahr 1840 als Omalium rufulum erstbeschrieben. Sie ist die Typusart der Gattung Hypopycna und deren einziger Vertreter in Europa. Das lateinische Art-Epitheton rufula bedeutet „rötlich“.

## Merkmale
Die 2–2,5 mm langen Käfer besitzen einen flachen, hell rotbraun glänzenden Körper. Der Kiefertaster ist im Gegensatz zur verwandten Gattung Phyllodrepa kurz. Das Endglied der Kiefertaster ist kegelförmig und schmäler als das vorhergehende Glied. Die Fühler weisen 7 größere Endglieder auf. Die Stirn ist stark gewölbt, die Facettenaugen seitlich stark hervorstehend. Der Hinterleib ist angedunkelt. Die Oberfläche der Käfer ist fein behaart. Manchmal ist der Kopf, seltener sind der Halsschild und der Bereich um das Schildchen angedunkelt. Fühler und Beine sind gelb gefärbt. Der Kopf weist vor den Ocelli zwei Grübchen auf. Der Halsschild ist nach hinten verschmälert. Er ist ziemlich kräftig und weitläufig punktiert. Die Flügeldecken sind etwas länger als breit sowie gröber punktiert.

## Verbreitung
Hypopycna rufula galt in der Vergangenheit als nur im südlichen und südöstlichen Mitteleuropa verbreitet und als sehr selten. Mittlerweile gibt es Funde aus allen Teilen Deutschlands sowie aus Dänemark und dem südlichen England, ein Hinweis darauf, dass sich die Art in den letzten Jahren weiter nach Norden ausgebreitet hat.

## Lebensweise
Die Käfer beobachtet man hauptsächlich im Herbst und Spätherbst. Sie leben unter der morschen Rinde alter Laubbäume sowie im Moos. Man findet die Käfer beispielsweise durch Abklopfen von blühendem Efeu. Im Rheinland wurden die Käfer in rotfaulem Wurzelmulm von Pappeln gefunden, die sich in einem feuchten Auenwald befanden. Es wird vermutet, dass die Käferart fakultativ mycetophag ist.

## Taxonomie
Hypopycna wurde früher als Untergattung von Phyllodrepa betrachtet.
Synonyme und andere Schreibweisen von Hypopycna rufula sind:
- Omalium rufulum Erichson, 1840
- Omalium rufula Erichson, 1840
- Omalium marina Ragusa, 1871